# Bring Your Smile Along
Bring Your Smile Along (titlu original: Bring Your Smile Along) este un film american muzical de comedie Technicolor din 1955 regizat de Blake Edwards (debut regizoral) și scris de Edwards împreună cu Richard Quine. Rolurile principale au fost interpretate de actorii Frankie Laine, Keefe Brasselle și Constance Towers.

## Distribuție
- Frankie Laine - Jerry Dennis
- Keefe Brasselle - Martin 'Marty' Adams
- Constance Towers - Nancy Willows
- Lucy Marlow - Marge Stevenson
- William Leslie - David Parker
- Mario Siletti - Ricardo
- Ruth Warren - Mrs. Klein, Landlady
- Jack Albertson - Mr. Jenson
- Bobby Clark - Waldo
- Murray Leonard - Dave
- Ida Smeraldo - Mama